# 22112 Staceyraw
22112 Staceyraw è un asteroide della fascia principale. Scoperto nel 2000, presenta un'orbita caratterizzata da un semiasse maggiore pari a 2,3579837 UA e da un'eccentricità di 0,1696182, inclinata di 4,99286° rispetto all'eclittica.